# Memorial Cup 2005
Der Memorial Cup 2005 war die 87. Ausgabe des gleichnamigen Turniers. Teilnehmende Mannschaften waren als Meister ihrer jeweiligen Ligen die Rimouski Océanic (Québec Major Junior Hockey League) und die Kelowna Rockets (Western Hockey League). Meister der Ontario Hockey League und als Gastgeber automatisch qualifiziert waren die London Knights. Als vierte Mannschaft wurden die Ottawa 67’s eingeladen, die im OHL-Finale den London Knights unterlagen. Das Turnier fand vom 21. bis 29. Mai im John Labatt Centre in London, Ontario statt. Das Turnier wurde in Kanada landesweit auf Rogers Sportsnet im Fernsehen übertragen.
Die London Knights gewannen durch einen Finalsieg gegen die Rimouski Océanic ihren ersten Memorial Cup.

## Ergebnisse

### Gruppenphase
| 21. Mai 2005 19:30 Uhr (Ortszeit) | Rimouski Océanic Sidney Crosby (6:37) Marc-Antoine Pouliot (9:09) Dany Roussin (16:52) | 3:4 n. V. (3:1, 0:1, 0:1, 0:1) Spielbericht | London Knights Marc Methot (2:37) Dan Fritsche (21:44) Corey Perry (44:02) Marc Methot (69:36) | John Labatt Centre, London Zuschauer: 8.905 |

| 22. Mai 2005 16:20 Uhr | Ottawa 67’s Mark Mancari (26:56) Elgin Reid (42:55) Brad Staubitz (95:41) | 3:2 n. V. (0:1, 1:1, 1:0, 0:0, 1:0) Spielbericht | Kelowna Rockets Troy Bodie (4:34) Blake Comeau (31:34) | John Labatt Centre, London Zuschauer: 8.905 |

| 23. Mai 2005 19:10 Uhr | London Knights Drew Larman (7:16) Corey Perry (27:22) Corey Perry (34:02) Drew Larman (46:50) | 4:2 (1:1, 2:0, 1:1) Spielbericht | Kelowna Rockets Troy Bodie (0:39) Darren Deschamps (50:46) | John Labatt Centre, London Zuschauer: 8.905 |

| 24. Mai 2005 19:10 Uhr | Ottawa 67’s Lukáš Kašpar (18:24) Brad Staubitz (40:50) Jamie McGinn (52:28) | 3:4 (1:2, 0:1, 2:1) Spielbericht | Rimouski Océanic Sidney Crosby (11:18) Dany Roussin (15:19) Marc-Antoine Pouliot (21:00) Dany Roussin (47:00) | John Labatt Centre, London Zuschauer: 8.905 |

| 25. Mai 2005 19:10 Uhr | Kelowna Rockets Tyler Spurgeon (22:14) Blake Comeau (42:23) Blake Comeau (46:14) | 3:4 (0:1, 1:3, 2:0) Spielbericht | Rimouski Océanic Zbyněk Hrdel (17:01) Sidney Crosby (24:53) Mario Scalzo (31:57) Jean-Michel Bolduc (36:14) | John Labatt Centre, London Zuschauer: 8.905 |

| 26. Mai 2005 19:10 Uhr | London Knights Daniel Girardi (11:46) Dylan Hunter (24:56) Danny Syvret (31:52) Corey Perry (37:13) Dan Fritsche (58:10) | 5:2 (1:1, 3:0, 1:1) Spielbericht | Ottawa 67’s Chris Hulit (8:48) Mark Mancari (40:53) | John Labatt Centre, London Zuschauer: 8.905 |

#### Abschlusstabelle
| Pl. |                                                      | Sp. | S | N | Pkt. | Tore  | Diff. |
| --- | ---------------------------------------------------- | --- | - | - | ---- | ----- | ----- |
| 1.  | London Knights (Gastgeber, Ontario Hockey League)    | 3   | 3 | 0 | 6    | 13:07 | +6    |
| 2.  | Rimouski Océanic (Québec Major Junior Hockey League) | 3   | 2 | 1 | 4    | 11:10 | +1    |
| 3.  | Ottawa 67’s (Ontario Hockey League)                  | 3   | 1 | 2 | 2    | 08:11 | −3    |
| 4.  | Kelowna Rockets (Western Hockey League)              | 3   | 0 | 3 | 0    | 07:11 | −4    |

Abkürzungen: Pl. = Platz, Sp. = Spiele, S = Siege, N = Niederlagen, Pkt. = Punkte, Diff. = Tordifferenz

Erläuterungen: Qualifiziert für das Finale, Qualifiziert für das Halbfinale

### Halbfinale
| 28. Mai 2005 19:10 Uhr | Ottawa 67’s Jamie McGinn (5:43) Jamie McGinn (7:20) Derek Joslin (42:11) Julian Talbot (56:42) | 4:7 (2:3, 0:1, 2:3) Spielbericht | Rimouski Océanic Sidney Crosby (1:48) Patrick Coulombe (4:40) Marc-Antoine Pouliot (9:45) Sidney Crosby (20:41) Patrick Coulombe (43:27) Mario Scalzo (46:46) Sidney Crosby (51:47) | John Labatt Centre, London Zuschauer: 8.905 |

### Finale
| 29. Mai 2005 16:30 Uhr | Rimouski Océanic | 0:4 (0:2, 0:1, 0:1) Spielbericht | London Knights Dan Fritsche (3:45) Bryan Rodney (17:00) Dave Bolland (22:48) Rob Schremp (42:34) | John Labatt Centre, London Zuschauer: 8.905 |

## Spieler

### Memorial-Cup-Sieger
| Memorial-Cup-Sieger London Knights | Torhüter: Gerald Coleman, Adam Dennis Verteidiger: Steve Ferry, Daniel Girardi, Ryan Martinelli, Matt McCready, Marc Methot, Frank Rediker, Bryan Rodney, Danny Syvret, Jeff Whitfield Angreifer: Josh Beaulieu, Dave Bolland, Robbie Drummond, Jordan Foreman, Dan Fritsche, Dylan Hunter, Trevor Kell, Drew Larman, Adam Perry, Corey Perry, Brandon Prust, Harrison Reed, Rob Schremp, Kelly Thomson Cheftrainer: Dale Hunter General Manager: Mark Hunter |

### Beste Scorer
Abkürzungen: GP = Spiele, G = Tore, A = Assists, Pts = Punkte, PIM = Strafminuten
| Spieler              | Team             | GP | G | A | Pts | PIM |
| -------------------- | ---------------- | -- | - | - | --- | --- |
| Sidney Crosby        | Rimouski Océanic | 5  | 6 | 5 | 11  | 6   |
| Marc-Antoine Pouliot | Rimouski Océanic | 5  | 3 | 6 | 9   | 2   |
| Dany Roussin         | Rimouski Océanic | 5  | 3 | 6 | 9   | 4   |
| Mario Scalzo         | Rimouski Océanic | 5  | 2 | 7 | 9   | 12  |
| Corey Perry          | London Knights   | 4  | 4 | 3 | 7   | 5   |
| Patrick Coulombe     | Rimouski Océanic | 5  | 2 | 5 | 7   | 8   |
| Dan Fritsche         | London Knights   | 4  | 3 | 3 | 6   | 8   |
| Rob Schremp          | London Knights   | 4  | 1 | 5 | 6   | 4   |
| Dylan Hunter         | London Knights   | 4  | 1 | 4 | 5   | 6   |
| Danny Syvret         | London Knights   | 4  | 1 | 4 | 5   | 2   |

### Beste Torhüter
Abkürzungen: GP = Spiele, W = Siege, L = Niederlagen, GA = Gegentore, SO = Shutouts, GAA = Gegentorschnitt, Sv% = gehaltene Schüsse (in %), SO = Shutouts, TOI = Eiszeit (in Minuten)
| Spieler            | Team             | GP | W | L | GA | GAA  | Sv%  | SO | TOI    |
| ------------------ | ---------------- | -- | - | - | -- | ---- | ---- | -- | ------ |
| Adam Dennis        | London Knights   | 3  | 3 | 0 | 5  | 1,58 | 93,6 | 1  | 190:00 |
| Cédrick Desjardins | Rimouski Océanic | 5  | 3 | 1 | 18 | 3,70 | 91,4 | 0  | 292:00 |
| Kristofer Westblom | Kelowna Rockets  | 3  | 0 | 2 | 11 | 3,09 | 91,0 | 0  | 214:00 |
| Danny Battochio    | Ottawa 67’s      | 4  | 1 | 3 | 18 | 3,93 | 90,7 | 0  | 275:00 |

### Auszeichnungen

#### Spielertrophäen
| Auszeichnung                                           | Spieler              | Team             |
| ------------------------------------------------------ | -------------------- | ---------------- |
| Stafford Smythe Memorial Trophy (Wertvollster Spieler) | Corey Perry          | London Knights   |
| Ed Chynoweth Trophy (Bester Scorer)                    | Sidney Crosby        | Rimouski Océanic |
| George Parsons Trophy (Fairster Spieler)               | Marc-Antoine Pouliot | Rimouski Océanic |
| Hap Emms Memorial Trophy (Bester Torhüter)             | Adam Dennis          | London Knights   |

#### All-Star-Team
| Angriff:      | Corey Perry – Sidney Crosby – Dan Fritsche |
| Verteidigung: | Danny Syvret – Mario Scalzo                |
| Tor:          | Adam Dennis                                |